# 서문로
서문로(Seomun-ro)는 충청남도 서천군 서천읍 서천오거리에서 부여군 옥산면 가로공원삼거리를 잇는 16.159km 도로이다

## 주요 경유지
충청남도
- 서천군 (서천읍 . 문산면) - 부여군 옥산면

## 노선
| 이름           | 접속 노선                 | 소재지        | 소재지        | 비고          |
| 대천로와 직결  | 대천로와 직결             | 대천로와 직결 | 대천로와 직결 | 대천로와 직결 |
| -------------- | ------------------------- | ------------- | ------------- | ------------- |
| 서천오거리     | 충절로                    | 서천군        | 서천읍        |               |
| 초현삼거리     | 시초북로                  | 서천군        | 서천읍        |               |
| 도마교         |                           | 서천군        | 문산면        |               |
| 문산삼거리     | 신농길 시초동로           | 서천군        | 문산면        |               |
| 가로공원삼거리 | 지방도 제613호선 (현마로) | 부여군        | 옥산면        |               |

## 주요 시설및 건물
- 기아자동차 서천지점 (서문로 3/군사리 173-3)
- 한국케이블티비충청방송 서천지사 (서문로 20/군사리 163-5)
- 대한법률구조공단 서천지소 (서문로 23/군사리 163-15)
- HD현대오일뱅크 삼호충전소 (서문로 64/화금리 670-7)
- 아름다운웨딩컨벤션 (서문로 69/군사리 233-5)
- CU 서천쌍용점 (서문로 73/화금리 671-7)